# Walentyn (papież)
Walentyn (ur. w Rzymie, zm. wrzesień/październik 827) – 100. papież w sierpniu i wrześniu 827 roku.

## Życiorys
Był rzymianinem ze znaczącego w Państwie Kościelnym rodu, synem Leoncjusza z Via Lata. O jego życiu zachowały się szczątkowe informacje. Służbie kościelnej poświęcił się we wczesnej młodości, ale święceń kapłańskich udzielił mu dopiero papież Paschalis I (817–824), który uczynił go też swoim współpracownikiem i mianował archidiakonem.
Walentyn zachował wpływy również w okresie pontyfikatu papieża Eugeniusza II (824–827), a po jego śmierci (27 sierpnia) został jednogłośnie wybrany jeszcze w sierpniu przez kler, możnych i lud Rzymu papieżem. Był to pierwszy wybór dokonany według wprowadzonej przez cesarza Lotara I (11 listopada 824), w porozumieniu z Eugeniuszem II, tzw. konstytucji rzymskiej (Constitutio Romana) dopuszczającej laikat do wyboru papieża oraz ugruntowującej zależność papiestwa od Karolingów.
Według Liber Pontificalis zmarł po 40-dniowym pontyfikacie (niektóre źródła stwierdzają, że krótszym niż miesiąc) we wrześniu lub w początkach października 827. Żywoty papieży zwyczajowo opisują jego pobożność i inne cnoty natomiast nie zachowały się żadne informacje dotyczące jego działalności jako papieża.